# Jean-François Joseph Debelle
Jean François Joseph Debelle (Voreppe, 22 maggio 1767 – Saint-Raphaël, 15 giugno 1802) è stato un generale francese.

## Biografia

### Guerre rivoluzionarie
Partecipò nel giugno 1794 alla battaglia di Fleurus, con il grado provvisorio di generale di brigata, attribuitogli nel gennaio di quell'anno (il grado provvisorio gli fu confermato nel successivo mese di settembre per poi attribuirglielo definitivamente a novembre). 
Prese parte alla conquista di Düsseldorf nel 1795, che vide il bombardamento della città che precedette la distruzione delle sue fortificazioni da parte dell'esercito rivoluzionario francese.

### Armata d'Italia
A seguito della battaglia di Novi, fu incaricato della ritirata dell'artiglieria fino in Francia.

### Santo Domingo
Debelle ricevette il 7 dicembre 1801, solo pochi giorni prima della partenza della flotta, il comando della Spedizione di Santo Domingo, in occasione della Rivoluzione haitiana, sotto il comando del generale Leclerc.
Poco dopo lo sbarco a del 4 febbraio 1802 a Cap-Haïtien, si mise alla testa di una colonna di soccorso inviata a disimpegnare il generale Humbert a Port-de-Paix, ma fu sconfitto dal generale haitiano Jacques Maurepas il 17 febbraio. Nel suo rapporto a Leclerc, Debelle respinse tutta la responsabilità di questo attacco contro Humbert, quando quest'ultimo, scottato dai precedenti scacchi, aveva invano tentato di calmare i suoi ardori. Humbert fu ciò non di meno messo agli arresti a bordo della flotta francese e successivamente rispedito in Francia, ove fu posto in congedo definitivo.
Dopo che Maurepas aveva fatto atto di sottomissione a Debelle, si lanciò al perseguimento del generale Jean-Jacques Dessalines: lasciandosi ancora una volta trasportare dal suo carattere focoso, egli si avventurò sotto le mura di Crête-à-Pierrot e il 2 marzo fu gravemente ferito. Evacuata la città, egli riorganizzò in seguito l'artiglieria e tentò di opporsi al saccheggio generalizzato della colonia da parte degli ufficiali della spedizione (1º giugno) con un appello all'esercito che rimase lettera morta.  Verso il 12 giugno cadde ammalato e morì, certamente per febbre gialla, a Saint-Raphaël, il 15 giugno, all'età di 35 anni.

## Vita privata
Secondo tutti i cronisti, Debelle era «l'Apollo dell'armata» (il generale Jean Sarrazin sostenne che egli fosse morto durante una «seduta di piacere» con una meticcia), ma era lontano dall'essere un pensatore grande com'era seduttore…

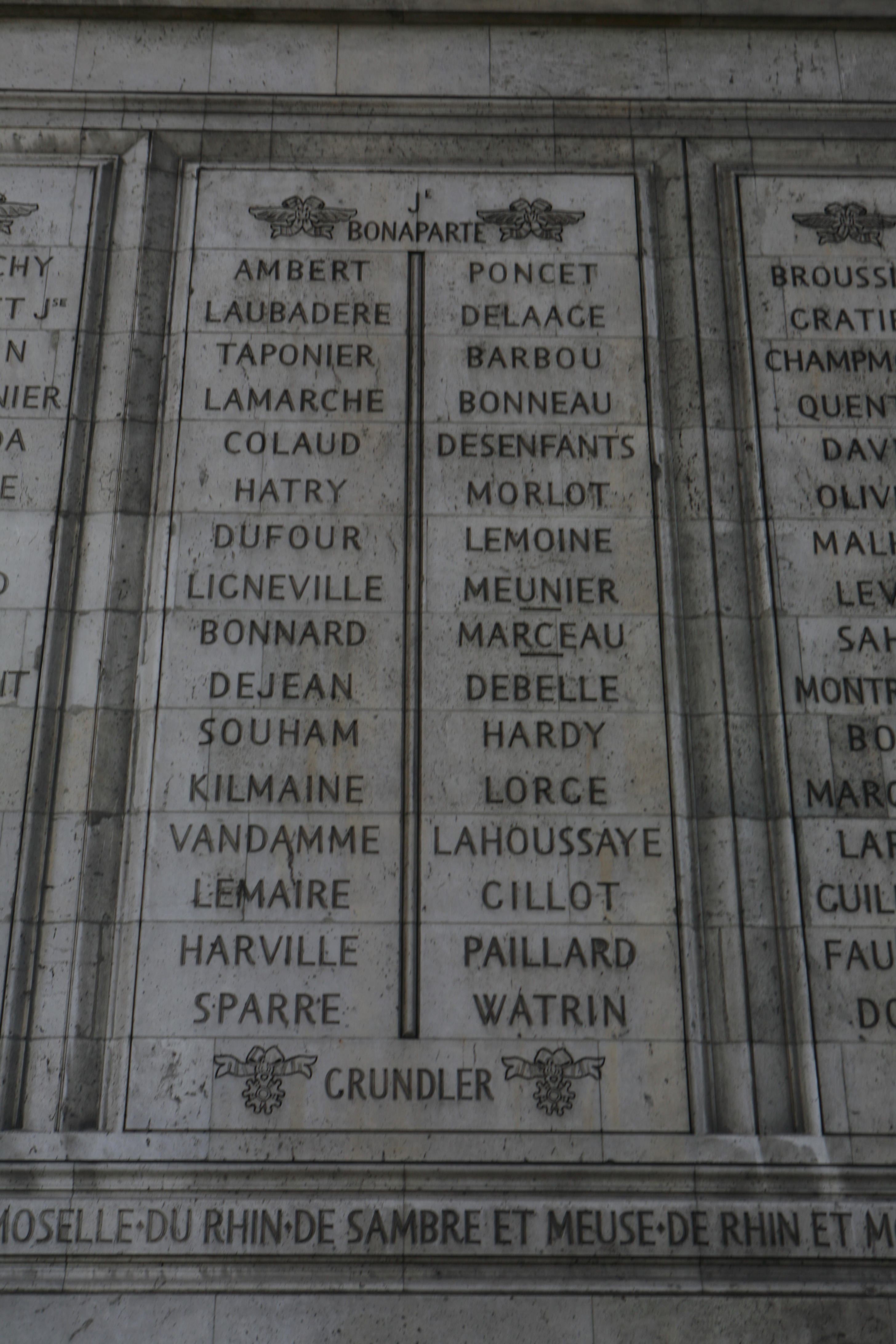
Nomi incisi sotto l'arco di trionfo dell'Étoile: pilastro nord, 5ª e 6ª colonna.

Era amico del cognato del generale Hoche: il generale Hoche e il colonnello Jean-François Debelle sposarono il 21 ventoso dell'anno II (11 marzo 1799) a Thionville Adélaïde e Justine Dechaux. Era fratello dei generali César Alexandre Debelle e Auguste Jean-Baptiste Debelle.

## Riconoscimenti
- Il 10 marzo 1803 fu accordata una pensione di 1500 franchi a suo padre. Questa pensione fu poi, alla morte del padre di Debelle, trasmessa alla vedova del generale, Marguerite Justine Dechaux.
- Il nome del generale Jean François Joseph Debelle è scolpito sulla 6ª colonna dell'Arco di trionfo dell'Étoile, pilastro nord (Grande Armée/Wagram).

## Iconografia
- Apianin, Ritratto di Jean François Joseph Debelle, olio su tela. Coll. Museo di Grenoble (inv. MG 488).